# Feromony
Feromony – substancje semiochemiczne należące do grupy infochemicznej. Przeważająca grupa feromonów to skomplikowane mieszaniny wielu różnych substancji chemicznych, często z jednym dominującym składnikiem, znacznie rzadziej są to pojedyncze związki chemiczne.
Naturalne feromony, produkowane przez zwierzęta i rośliny, wydzielane są na zewnątrz organizmu i służą do komunikacji (np. feromony agregacyjne), do przywabiania osobników płci przeciwnej (feromony płciowe) lub do zwalczania konkurencji ze strony zbyt licznej populacji własnego gatunku lub obcych (feromony antagonistyczne). Istnienie feromonów jest dobrze udowodnione w przypadku owadów i gryzoni, trwają badania nad wydzielinami korzeniowymi roślin.
Większość feromonów to substancje lotne, wywołujące reakcję skutecznie już przy minimalnym stężeniu, np. feromony płciowe ćmy pawicy samce wyczuwają nawet z odległości 3 km.

## Podział feromonów
Feromony dzieli się:
- ze względu na typ efektu na:
  - wywoływacze (ang. releasers) – wywołujące u odbiorcy natychmiastową reakcję w zachowaniu poprzez bezpośrednie oddziaływanie na centralny układ nerwowy. Zmiana zachowania jest na ogół łatwo i szybko dostrzegalna, na przykład reakcja wywołana przez feromony agregacyjne, ścieżkowe, płciowe czy rozpraszające.
  - podstawowe (ang. primer pheromones, signaling pheromones) – wywołują zmiany fizjologiczne w ciągu długiego czasu. Wpływają na funkcje osobnicze, np. substancja królowej, a także hormony zawarte w moczu samców ssaków, wpływające na przyspieszenie dojrzewania samic.
- ze względu na funkcję, na:
  - płciowe
  - alarmowe
  - obronne
  - odstraszające
  - wyrażające stres
  - agregacyjne
  - markujące terytorium lub drogę
  - wspomagające dany rodzaj aktywności (facilitation pheromones)
  - odnajdywania pożywienia
  - społeczne (wyrażające dominację, rozróżniające kasty lub partnera, regulujące stosunki społeczne)
- ze względu na własności i sposób działania na:
  - lotne
  - kontaktowe
  - proferomony
  - związane z dużą cząsteczką białka
  - feromony organizmów wodnych

## Rola feromonów w biologicznym zwalczaniu szkodników

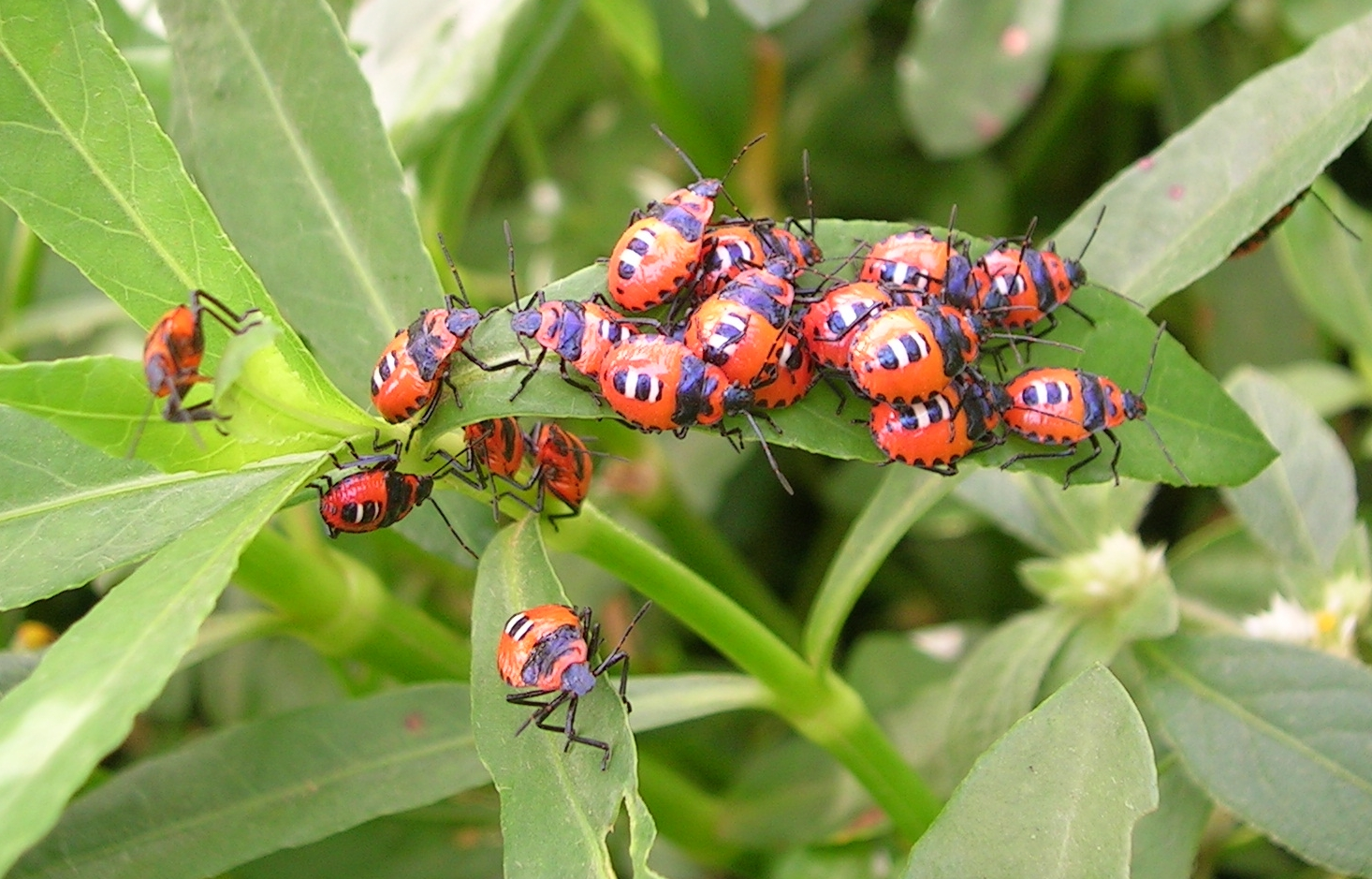
Działanie hormonu agregacyjnego u pluskwiaków

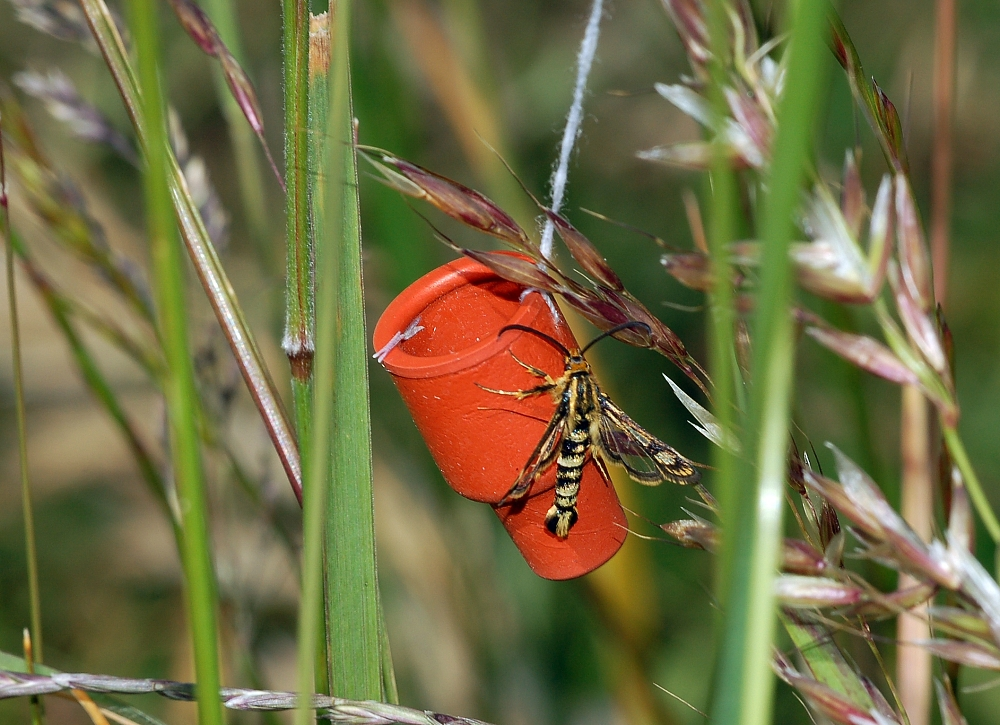
Pułapka feromonowa na przezierniki

Specyficzność oddziaływania oraz możność stosowania minimalnych dawek sprawiają, że feromony w biologicznych (ekologicznych) metodach ochrony zajmują bardzo ważne miejsce. Pierwsze doświadczenia z pułapką feromonową przeprowadzono w USA na brudnicy nieparce w 1913 r. Obecnie używa się feromonów płciowych przy zwalczaniu wielu gatunków szkodników między innymi: owocówki jabłkóweczki, sówki Prodenia litura, brudnicy mniszki, borecznika Diprion similis oraz szkodników magazynowych np. Cadra cautella, Plodia interpunctella, Ephestia kühniella. Żerujące korniki wydzielają feromony agregacyjne. Niektóre z nich uzyskano sztucznie np. frontalinę. Nasycone sztucznym feromonem pniaki pozwalają ściągnąć w jedno miejsce i zniszczyć, chociażby przez okorowanie, korniki na dużej powierzchni lasu.
W przypadku zbyt wielkiego zagęszczenia populacji i zbyt wielkiej konkurencji, niektóre gatunki mają zdolność wydzielania feromonów antagonistycznych hamujących rozwój młodszych larw np. u komarów z gatunku komar brzęczący, a u gryzoni powodujące np. poronienia.

## Ludzkie feromony
Występowanie feromonów u ludzi jak dotąd nie zostało w pełni potwierdzone, choć istnieją pierwsze doniesienia o istnieniu tego rodzaju związków. Jak dotąd istnieje na ten temat kilkadziesiąt doniesień naukowych.
Najlepiej przebadany przypadek prawdopodobnego istnienia ludzkich feromonów został opublikowany przez zespół Marthy McClintock, który opisał badania sugerujące, że synchronizacja cyklu miesiączkowego w grupach kobiet zamkniętych w więzieniu jest regulowana poprzez emisję dwóch feromonów, których struktury chemicznej nie udało się jednak ustalić.
Inna publikacja McClintock i wsp. dowodzi pośrednio, że w pocie i oddechu mężczyzn są obecne związki, które decydują o ich atrakcyjności w oczach kobiet. Tym razem autorzy zasugerowali klasę związków chemicznych, które prawdopodobnie są ludzkimi feromonami, jednak wciąż bez podania ich dokładnej struktury chemicznej.
Inne badania potwierdzające wpływ związków semiochemicznych na zachowanie ludzi:
- androstadienon wzmacnia chęć do współpracy pomiędzy mężczyznami przy podejmowaniu decyzji[6]
- androstadienon sygnalizuje męskość heteroseksualnym mężczyznom, a estratetraenol sygnalizuje kobiecość heteroseksualnym kobietom[7]
- kobiety częściej nawiązują kontakt wzrokowy z mężczyzną, na którego zaaplikowano mieszaninę androsteronu i androstenolu[8]
- androstadienon zmienia atrakcyjność mężczyzn w oczach kobiet[9]
- wąchanie androstadienonu i estratetraenolu  wpływa na nastrój, pamięć oraz funkcjonowanie autonomicznego układu nerwowego w specyficznych kontekstach[10]
- związki semiochemiczne kobiet karmiących piersią zwiększają motywację seksualną[11]
- androstadienon podświadomie skupia zasoby psychiczne człowieka na bodźcach o znaczeniu emocjonalnym[12]
- dodatek hormonów płciowych do perfum ma właściwości atraktanta seksualnego zarówno dla mężczyzn, jak i kobiet[13]
- wąchanie androstadienonu wpływa pozytywnie na nastrój i pobudzenie[14]
- kobietom, które zostały poddane działaniu androstadienonu, zwiększa się poziom kortyzolu w ślinie[15].

Badania przeprowadzono również na osobach homoseksualnych. Mózg homoseksualnego mężczyzny reagował na feromony męskie w ten sam sposób, jak mózg heteroseksualnej kobiety, natomiast mózg homoseksualnej kobiety reagował na feromony kobiece w ten sam sposób, jak mózg heteroseksualnego mężczyzny.
Niektóre komercyjnie dostępne perfumy i afrodyzjaki reklamowane są jako zawierające ludzkie feromony. Należy jednak zwrócić uwagę, czy rzeczywiście zawierają w swym składzie te związki semiochemiczne. Rodzajem miejskiej legendy (urban legend) jest teoria, że niektóre sieci hipermarketów spryskują feromonami produkty o najniższej sprzedawalności po to, aby zachęcić do ich zakupu.